# كريكول دابث
كريتيكال ديبث (بالإنجليزية: Critical Depth)‏ ، هي لعبة فيديو إلكترونية طورت لجهاز الألعاب الالكترونية البلاي ستيشن, قام ستوديو سينغال تراك بتطور لعبه الفيديو كريتيكال ديبث وقامت شركة جي تي إنتراكتيف بنشرها وهي من نوع معارك المركبات، أنتجت في 31 من شهر أكتوبر عام 1997.

## القصة
القصة هي عن اختفاء المستكشف البحري المعروف باسم دوجلاس مكراكين واكتشاف خمس حجرات قيادة فضائية غريبة المصدر والقوى.

## وصلات خارجية
- Critical Depth at GameSpot
- كريكول دابث على موبي غيمز